# Timo Staffeldt
Timo Staffeldt (ur. 9 lutego 1984 w Heidelbergu) – niemiecki piłkarz występujący na pozycji pomocnika. Obecnie jest zawodnikiem Karlsruher SC.

## Kariera
Staffeldt jest wychowankiem klubu SpVgg Ketsch. W 1996 roku przeszedł do juniorskiej ekipy Karlsruher SC, a w 2003 roku został przesunięty do jego rezerw. W sezonie 2004/2005 został włączony do wówczas drugoligowej pierwszej drużyny Karlsruher SC. W jego barwach Staffeldt zadebiutował 22 stycznia 2005 w zremisowanym 1:1 meczu z Wackerem Burghausen. W debiutanckim sezonie w lidze zagrał trzy razy, a jego klub zajął jedenaste miejsce w 2. Bundeslidze. W sezonie 2005/2006 rozegrał 16 spotkań. 11 grudnia 2006 w wygranym przez jego zespół 4:0 wyjazdowym pojedynku z SC Freiburg Staffeldt strzelił pierwszego gola w barwach Karlsruher SC. W sezonie 2006/2007 wystąpił w lidze 24 razy i zdobył jedną bramkę. Jego klub zajął wówczas pierwsze miejsce w 2. Bundeslidze i awansował do ekstraklasy. W Bundeslidze Staffeldt pierwszy występ zanotował 12 sierpnia 2007 w wygranym 2:0 spotkaniu z 1. FC Nürnberg. W sezonie 2008/2009 uplasował się z klubem na przedostatniej, siedemnastej pozycji w lidze i spadł z nim do drugiej ligi.